# Sušanka
Die Sušanka (deutsch: Sucha) ist ein rechter Nebenfluss der Lučina in Tschechien.

## Verlauf
Die Sušanka entspringt nördlich von Pacalůvka in den Ausläufern des Beskidenvorlandes an einem Hügel rechtsseitig des Stausees Těrlicko. Sie fließt zunächst nach Norden durch das Waldgebiet zwischen Albrechtice, Zadky und Kouty nach Horní Suchá, wo der Bach von der Bahnstrecke Ostrava – Český Těšín überbrückt wird. Danach wendet sich die Sušanka nach Westen. An ihrem weiteren Lauf liegen die zu Havířov gehörigen Ortschaften Prostřední Suchá, Dolní Suchá, Bartošůvka und Šumbark. Nach 10,4 Kilometern mündet die Sušanka westlich des Schlosses Šumbark in die Lučina.

## Zuflüsse
- Podolkovický potok (l), Horní Suchá
- Životický potok (l), Prostřední Suchá
- Lesní potok (r), Dolní Suchá
- Bartošůvka (r), Bartošůvka
- Stromovka (r), Šumbark
- Šumbarský potok (r), Šumbark